# Budownictwo pożarnicze

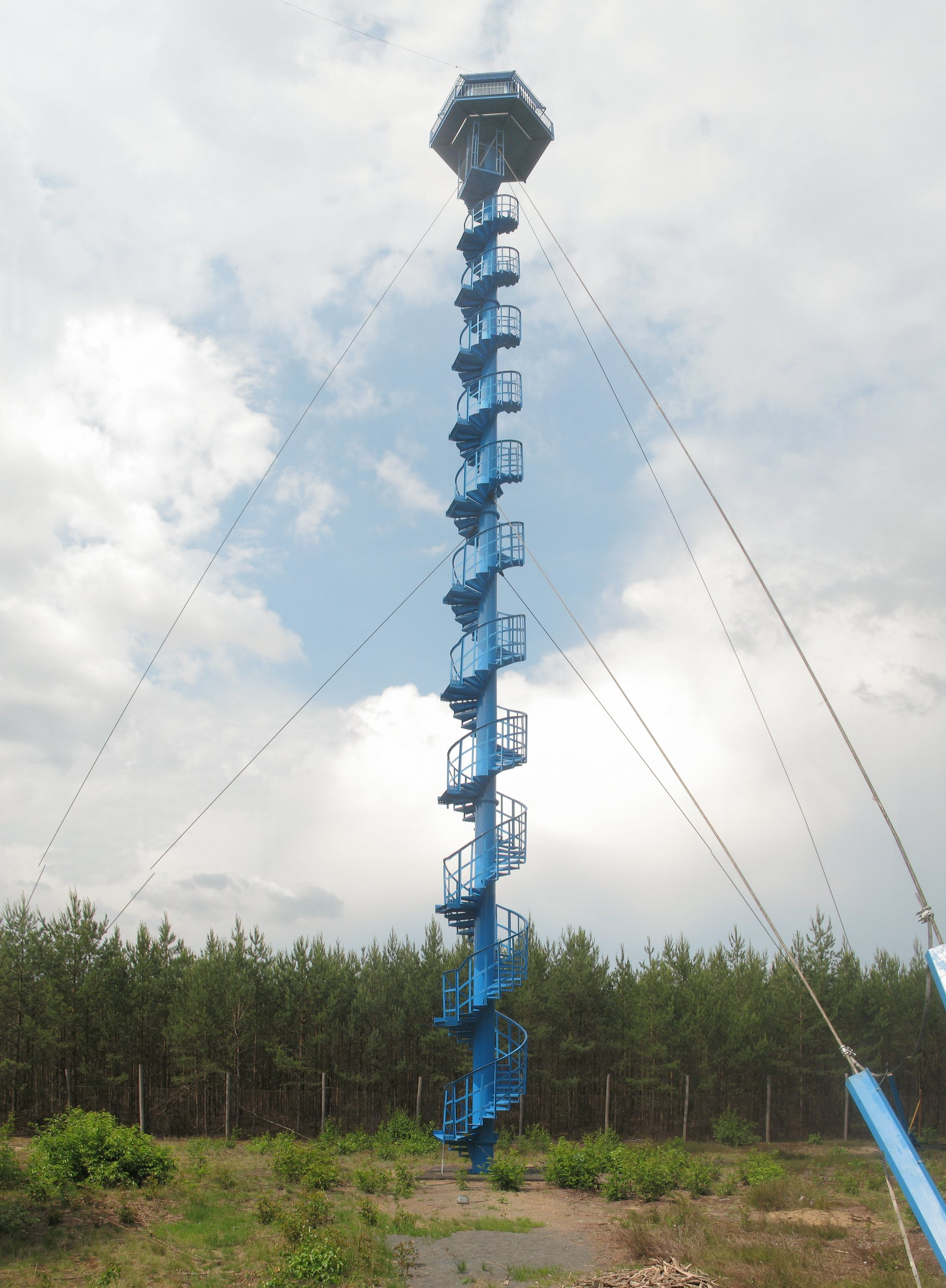
Wieża obserwacyjna zagrożenia pożarowego lasu – Nadleśnictwo Przytok

Budownictwo pożarnicze – typ budownictwa wspomagającego dział pożarnictwa w walce z pożarami.
Obiekty budownictwa pożarniczego dzielą się na:
- remizy, czyli magazyny sprzętu pożarniczego
- strażnice pożarnicze
- punkt obserwacji naziemnej zagrożenia pożarowego lasów – wieże obserwacyjne lub stanowiska obserwacyjne usytuowane na obiektach lub wzniesieniach, pozwalające na prowadzenie obserwacji w promieniu co najmniej 10 km[1] zwane również jako dostrzegalnia lub wieża przeciwpożarowa
- wspinalnie